# Kezi (Zimbabwe)
Kezi est un village du Zimbabwe situé dans le district de Matobo dans la province du Matabeleland méridional. Il est situé à 100 km au sud de Bulawayo, à 10 km de Maphisa, une petite ville qui est le siège du district, et à 76 km du chef-lieu de la province, Gwanda.

## Monuments
L'habitation de l'ancien vice-président du Zimbabwe, Joshua Nkomo, tombant en ruine, a fait l'objet d'une demande de réhabilitation par le sénateur de l'opposition, Sithembile Mlotshwa, lors de l'examen d'une loi sur la réhabilitation des tombes des héros de ce pays.

## Personnalités
- Sikhulile Moyo, virologue découvreur du variant Omicron du SARS-CoV-2[3].
- Joshua Nkomo, (1917-1999), second vice-président du Zimbabwe.